# Первый раздел Речи Посполитой
Первый раздел Речи Посполитой (пол. Pierwszy rozbiór Rzeczypospolitej) или Первый раздел Польши (пол. Pierwszy rozbiór Polski) — аннексия части земель Речи Посполитой тремя соседними с ней государствами — Прусским королевством, Габсбургской монархией и Российской империей, произошедшая в 1772 году. Первый из трёх разделов Речи Посполитой, в результате которых она прекратила существование в 1795 году.

## Предыстория

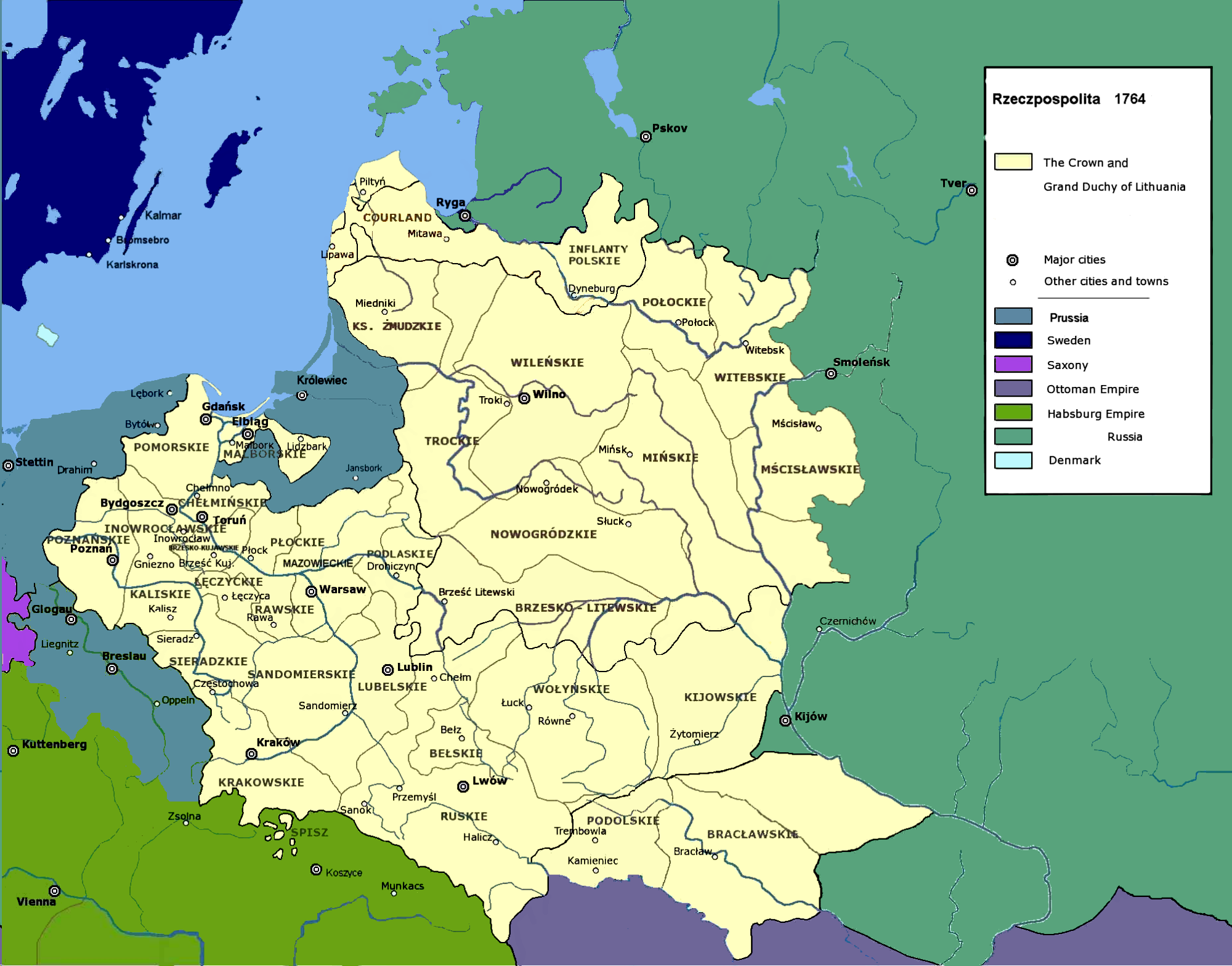
Карта Речи Посполитой в 1764 г.

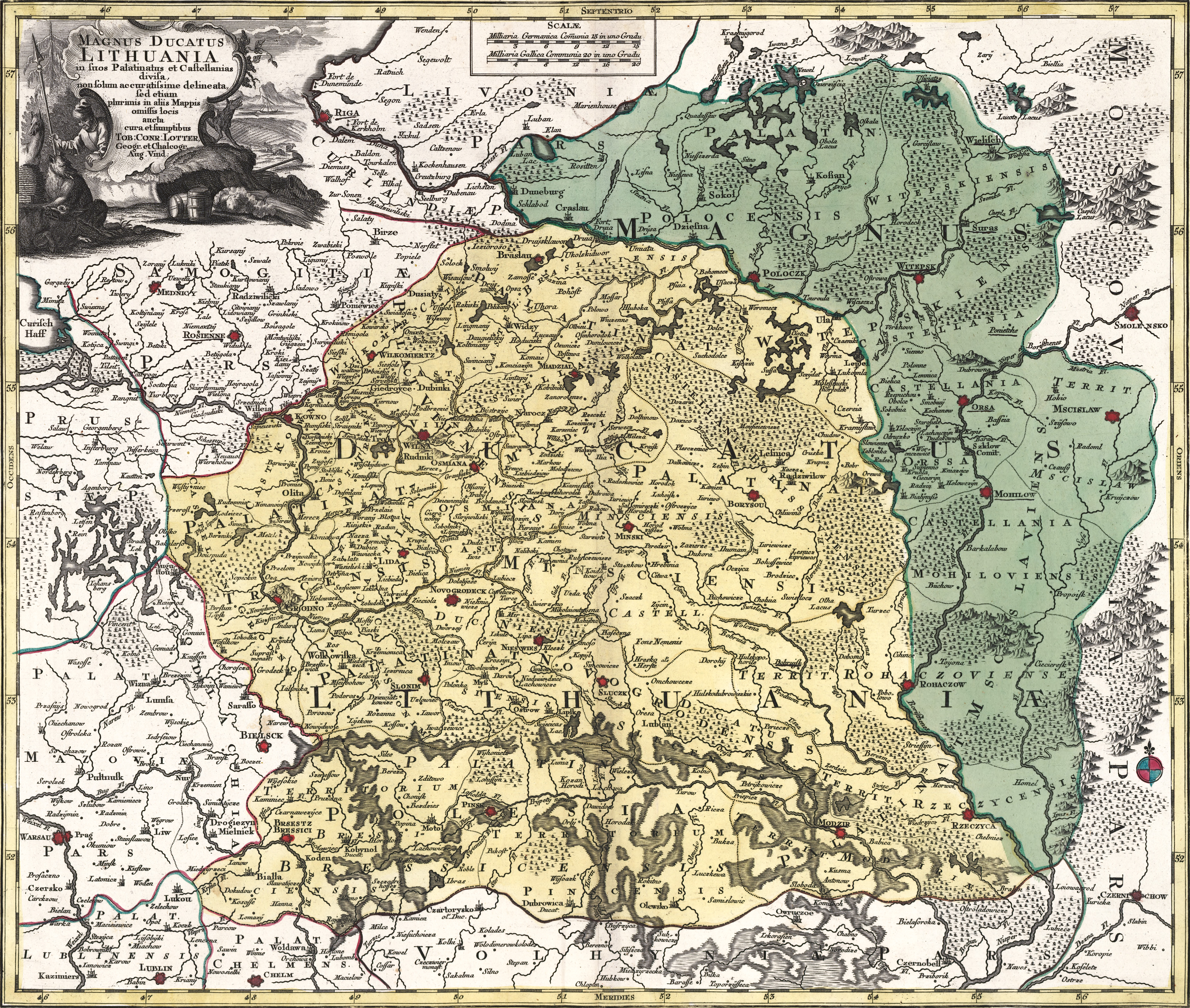
Великое княжество Литовское после Первого раздела Польши. Tobias Lotter, 1780

Уже в первой половине XVIII века под правлением саксонских королей некогда могущественное польско-литовское государство медленно, но верно теряло своё политическое значение и становилось полем борьбы иностранных интересов. В середине XVIII века оно уже не было в полной мере независимым. Непосредственное влияние на избрание польских королей оказывали Франция (в 1697 г. королём был избран Франсуа Луи де Бурбон, принц де Конти), Пруссия и Россия (в 1697—1704 и 1709—1733 королём был курфюрст Саксонии Фридрих Август I). Особенно ярко эта практика видна на примере избрания последнего короля Речи Посполитой Станислава Августа Понятовского, бывшего фаворита российской императрицы Екатерины Великой.
Во время правления Владислава IV (1632—1648) всё чаще стало применяться правило liberum veto. Эта парламентская процедура была основана на представлении о равенстве всех шляхтичей-депутатов сейма. Для принятия каждого решения требовалось единодушное согласие. Мнение любого депутата, что какое-либо решение повредит интересам его повета (зачастую подразумевались его собственные интересы), даже если это решение было одобрено всеми остальными депутатами, было достаточным для того, чтобы это решение заблокировать. Процесс принятия решений всё более затруднялся. Liberum veto также предоставляло возможности давления и прямого влияния и подкупа депутатов со стороны иностранных дипломатов.
Ещё Пётр I заложил основы для будущих разделов Речи Посполитой благодаря Немому сейму 1717 года из-за которого Речь Посполитая фактически превратилась в неофициальный протекторат России. Сейм получил известность благодаря тому, что продлился всего один день. Он вошёл в историю как «немой» потому, что король принял выдвигаемые ему требования (вывод саксонских войск, расширение полномочия Сейма и Сената, ограничение личной власти короля) практически без единого слова. К такому решению его склонил российский царь Пётр I. В итоге шляхта укрепила представительские органы власти в стране, а по абсолютизму был нанесён ощутимый удар. Сейм утвердил протекцию русского царя над Речью Посполитой. Роль самого сейма современные историки оценивают как негативную. Сокращение размера вооружённых сил и указание России как гаранта соглашений (даже если последнего и не было на самом деле) привело к ослаблению страны и её неофициальному превращению в российский протекторат. Российский царь теперь получал право вмешиваться во внутреннюю политику своего западного соседа. С уменьшенной армией, уходом саксонских солдат и отменой права на конфедерацию аристократия и король уже не могли бороться как друг с другом, так и с внешними угрозами. Российские войска для поддержки королевской оппозиции оставались на территории содружества ещё два года, пока Россия не договорилась с другими державами о прекращении попыток реформирования и усиления Речи Посполитой. Тем самым Немой сейм стал одним из первых прецедентов навязывания Польше внутренней политики, выгодной иностранным державам, и предшественником трёх её разделов. Историк Норман Дэвис назвал этот сейм «эффективным уничтожителем независимости Польши и Литвы».
Речь Посполитая сохраняла нейтралитет во время Семилетней войны, при этом она проявляла сочувствие к союзу Франции, Австрии и России, пропуская российские войска через свою территорию к границе с Пруссией. Фридрих II принял ответные меры, заказав изготовление большого количества фальшивых польских денег, что должно было серьёзно затронуть экономику Речи Посполитой.

## Предпосылки раздела
Проводимая Чарторыйскими и королём Станиславом Августом в 60-х годах политика реформ вызывала со стороны Пруссии, а затем и России серьезные возражения. Предлогом для вмешательства Пруссии и России в польские дела явился так называемый диссидентский вопрос, т. е. вопрос об уравнении в правах христиан-некатоликов с католиками. В руках царского правительства диссидентский вопрос был средством усиления своего влияния в Речи Посполитой. Диссидентский вопрос вызвал в Речи Посполитой ожесточенную борьбу. Католическое духовенство и многие магнаты решительно выступили против планов уравнения в правах некатоликов с католиками. Они ополчались против реформ вообще, требуя возвращения к широкому применению по всем вопросам liberum veto. Сейм 1766 г. подтвердил незыблемость liberum veto в важнейших вопросах государственной жизни. Никакого уравнения гражданских прав диссидентов и католиков не произошло. Ответом стало возникновение при поддержке России и Пруссии конфедераций православных и протестантов.
В октябре 1767 г. открылся следующий сейм. Противники равноправия диссидентов вновь пытались организовать сопротивление, но потерпели поражение: российский посл в Варшаве князь Репнин арестовал активных противников прав для диссидентов, таких как Юзеф Анджей Залуский и Вацлав Ржевуский. В феврале
1768 г. в Варшаве был заключен договор, согласно которому диссиденты были уравнены в правах с католиками, были разрешены браки между католиками и диссидентами. Однако католическая религия оставалась
господствующей религией в Речи Посполитой. Королем мог быть только католик. Отдельный акт перечислял «кардинальные права» Речи Посполитой, которые объявлялись нерушимыми под гарантией России. «Кардинальные права» почти полностью ликвидировали все реформы сейма 1764 г. Варшавский договор 1768 г. закреплял преобладающее влияние царской России в Речи Посполитой.
Вмешательство во внутренние дела польского государства привели к созданию 29 февраля 1768 года католической Барской конфедерации и к последующей войне, в которой силы конфедерации сражались против войск России и польского короля. Конфедерация также обратилась за поддержкой к Франции и Турции, обещав Турции Подолию и Волынь и протекторат над Речью Посполитой. Польстившись на эти приобретения и рассчитывая на существенную военную помощь Франции, Австрии и самой Барской конфедерации, Турция и Крым объявили войну России. Однако турки потерпели поражение от русских войск, помощь Франции оказалась несущественной, Австрия вообще не помогла, и силы конфедерации были разгромлены русскими войсками. Создавалось положение, в котором в сфере русского влияния оказались бы Молдавия и Валахия. Не желая подобного исхода, король Фридрих II предложил России отказаться от Молдавии и Валахии, а в качестве компенсации России за военные расходы предложил раздел Польши между Пруссией и Россией.

## Раздел

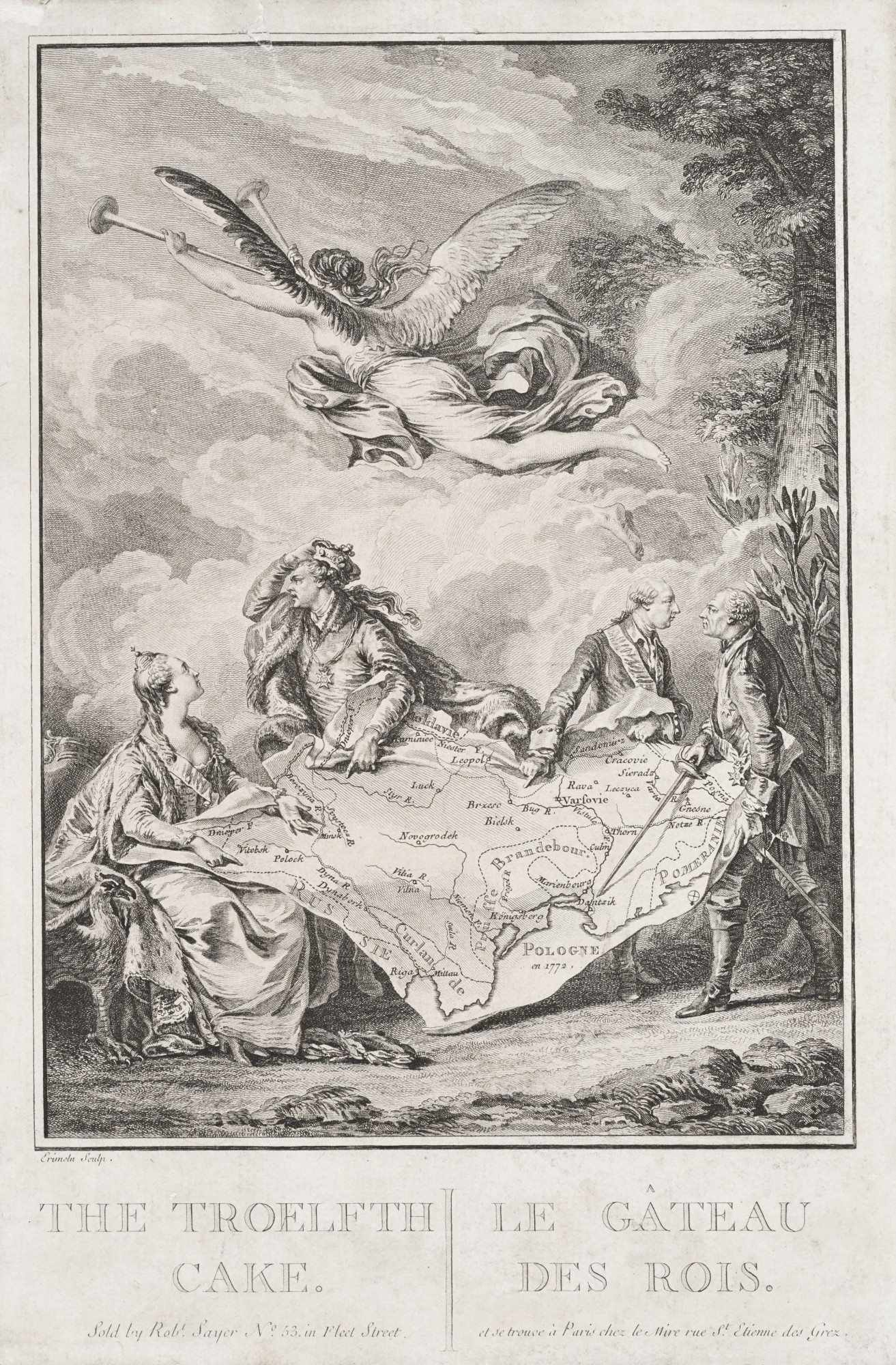
«Торт королей». Аллегория Жана-Мишеля Моро Младшего по поводу Первого раздела Польши.

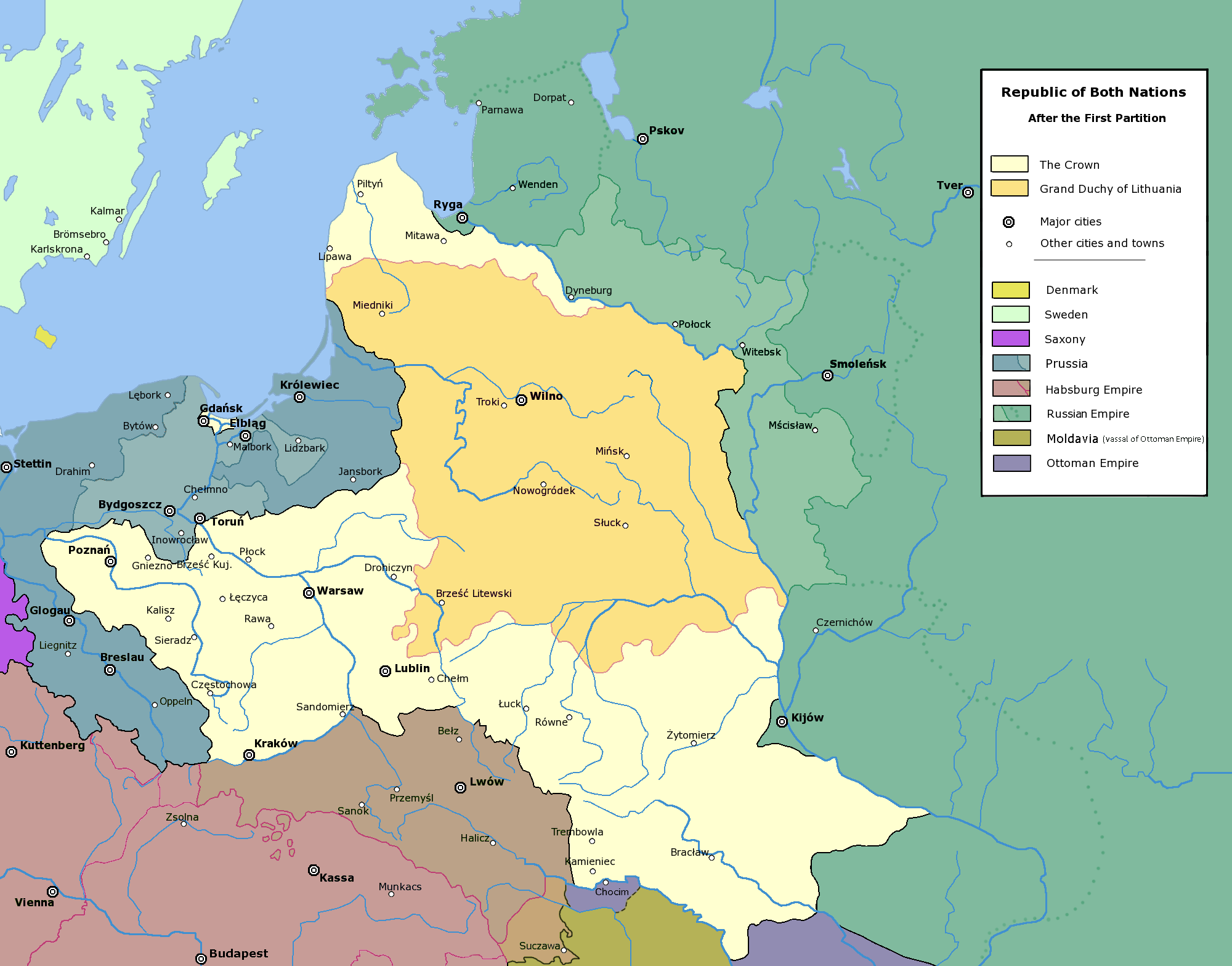
Территория Речи Посполитой после первого раздела

Екатерина II вначале сопротивлялась плану раздела, так как ей и так принадлежала вся Речь Посполитая, но Фридрих склонил на свою сторону Австрию, открывая перед ней возможность территориальных приобретений в Польше вместо утраченной Силезии. 19 февраля 1772 года в Вене была подписана конвенция о разделе с условием, чтобы приобретаемые тремя державами части были равны. Пруссия, Австрия и Россия  также подписали секретное соглашение о сохранении неизменности законов Речи Посполитой. Перед этим, 6 (17) февраля 1772 года, в Санкт-Петербурге был тайно подписан под ложной датой 15 января русско-прусский договор. Поскольку соглашения были секретными, то поляки, не зная о них, не смогли объединиться и принять меры. 18 сентября 1772 года Россия, Австрия и Пруссия уведомили Речь Посполитую о факте раздела, потребовав созыва Сейма для осуществления уступки.
Конвенция о разделе была подписана 5 августа 1772 года. Конвенция состояла из трех частей, или актов: между Австрией и Россией, Россией и Пруссией, Пруссией и Австрией. Раздел объяснялся необходимостью восстановления «спокойствия и порядка во внутренних делах республики» для того, чтобы соседи Речи Посполитой могли удовлетворить свои требования «столь же древние, как и законные».
В соответствии с этим документом Россия получала польскую часть Ливонии (Инфлянтское воеводство) и часть Белоруссии — до Двины, Друти и Днепра, включая районы Витебска, Полоцка и Мстиславля. Под власть российской короны перешли территории площадью 92 тыс. км² с населением 1 млн 300 тыс. человек.

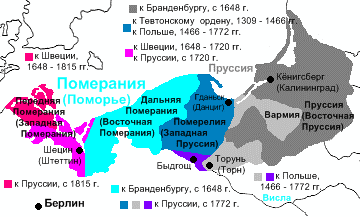
Померания, Западная и Восточная Пруссия

Пруссия получила Эрмланд (Вармию) и Королевскую Пруссию (позже ставшую новой провинцией под названием Западная Пруссия) до реки Нотеч (нем.  Netze), территории герцогства Померания без города Гданьск (Данциг), округа и воеводства Поморское, Мальборское (Мариенбург) и Хелминское (Кульм) без города Торн (Торунь), а также некоторые районы в Великой Польше. Прусские приобретения составили 36 тыс. км² и 580 тыс. жителей. Фридрих II, будучи вдохновлён своими политическими успехами, проявил большую заботу о благосостоянии своих новых польских подданных. Он пригласил множество католических школьных учителей (среди которых были и иезуиты, чей орден был упразднён в 1773 году Папой Климентом XIV под давлением ряда европейских монархов).
К Австрии отошли Затор и Освенцим, часть Малой Польши, включающая южную часть Краковского и Сандомирского воеводств, а также части Бельского воеводства и вся Червонная Русь (современная Галиция) без города Кракова. Австрия получила, в частности, богатые соляные шахты в Бохне и Величке. В общей сложности австрийские приобретения составили 83 тыс. км² и 2 млн 600 тыс. человек. Столицей новой австрийской провинции, названной Королевством Галиции и Лодомерии, был назначен город Львов.

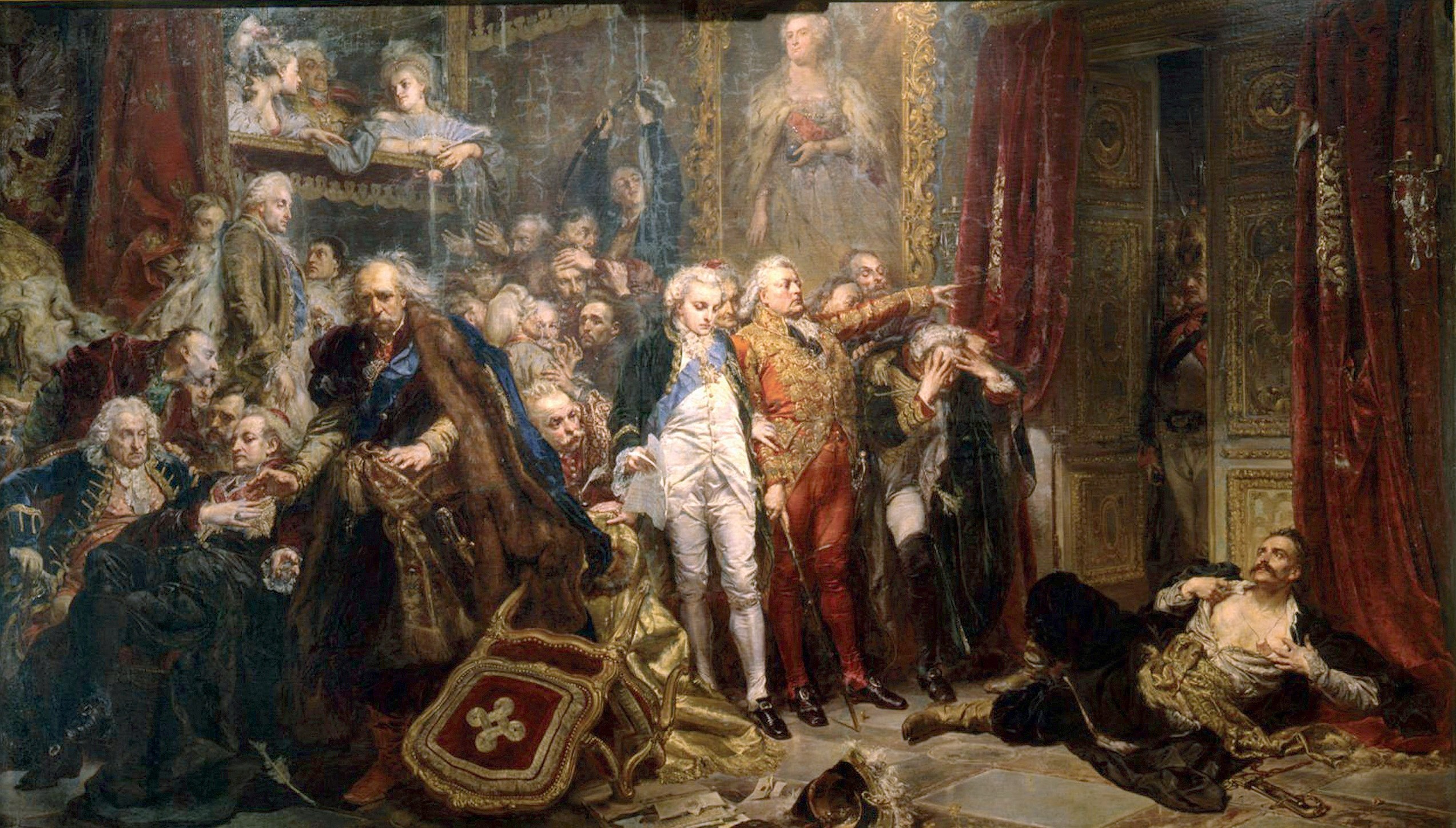
«Рейтан. Упадок Польши». Картина Яна Матейко. Холст, масло, 1866, 282 x 487 см

## Ратификация
Заняв территории, причитающиеся сторонам по договору, оккупационные силы потребовали признания (ратификации) своих действий королём и Сеймом. В начале 1773 года король и Сенат разослали ноты всем европейским правительствам, выражая несогласие с нарушением прав Польши и попросили о вмешательстве. Отдельные ноты были направлены Франции, Дании и Австрии, которые были гарантами Велавско-Быдгощского договора и Оливского мира. Но никакой поддержки не последовало.
Объединённые силы  участников раздела заняли Варшаву, чтобы силой заставить сейм ратифицировать раздел. Сенаторы, выступавшие против этого, были арестованы. Местные собрания (сеймики) отказывались избирать депутатов в Сейм. С большими сложностями удалось собрать меньше половины регулярного состава Сейма во главе с маршалом Сейма Адамом Понятовским, военачальником из Мальтийского ордена. Для того чтобы не допустить роспуска Сейма и обеспечить захватчикам гарантированную возможность достижения их целей, он обязался преобразовать ординарный сейм в конфедеративный, где действовал принцип большинства. Несмотря на усилия Тадеуша Рейтана, Самуила Корсака и Станислава Богушевича предотвратить это, цели были достигнуты с помощью Михала Радзивилла и епископов Анджея Станислава Млодзеёвского, Игнация Масальского и Антония Казимира Островского (примаса Польши), которые заняли высокие посты в Сенате Польши. «Разделительный Сейм» избрал комитет тридцати, чтобы рассмотреть представленные вопросы. 18 сентября 1773 года Комитет официально подписал соглашение о передаче земель, отказываясь от всех притязаний Речи Посполитой на оккупированные территории. 30 сентября они были ратифицированы сеймом.
|                        | Россия | Прусия                                                                                        | Австрия |
| ---------------------- | ------ | --------------------------------------------------------------------------------------------- | --- |
| Полное приобретение    |        | Варминское епископство Иновроцлавское воеводство Мальборкское воеводство Поморское воеводство | |
| Частичное приобретение |        | Королевская Пруссия                                                                           | Белзское воеводство Волынское воеводство Краковское воеводство Люблинское воеводство Подольское воеводство Русское воеводство Сандомирское воеводство |

## Последствия
Сейм продолжил работу до 1775 года и создал комиссию национального образования, реорганизовал и сократил армию до 30 000 человек, провёл административную, финансовую и налоговую реформы, однако оставил в неприкосновенности принцип liberum veto в соответствии с секретным российско-австро-прусским соглашением о сохранении неизменности законов Речи Посполитой.
Среди нововведений было установление «постоянного совета» („Rada Nieustająca“) — первого постоянного правительства Речи Посполитой под председательством короля из 18 сенаторов и 18 шляхтичей (по выбору Сейма). Состав Совета на две трети обновлялся на очередной сессии сейма, где он отчитывался в своей деятельности. Совет работал в перерывах между сеймами и являлся органом исполнительной власти. Он
наблюдал за исполнением постановлений сеймов, составлял законопроекты и по поручению сейма мог рассматривать их, представлял королю кандидатов на освободившиеся сенаторские и министерские посты и т. д. Совет был разделён на 5 департаментов: военный, финансов, юстиции и иностранных дел. Все правительственные учреждения были обязаны подчиняться совету. Король уступил совету право отдавать земли «королевщины» в аренду.
Весьма важным и знаменательным было постановление сейма о том, что занятие торговлей не влечет для шляхтича потери шляхетского достоинства. Мещане были допущены к занятию некоторых должностей, и была расширена возможность возведения их в шляхетское достоинство. Одновременно сейм урезал права диссидентов, предоставленные им в 1768 году: диссиденты потеряли право занимать сенаторские и министерские должности.
В последующее двадцатилетие важнейшим результатом реформ, прежде всего серьезным успехам в сфере образования, стал рост национального самосознания, по существу предопределивший характер дальнейшего развития событий в Польше.